# Arnold Winkelried (mercenario)
Arnold von Winkelried, noto anche con lo pseudonimo di "il Grande" (prima del 1481 – Bicocca, 27 aprile 1522), è stato un mercenario e generale svizzero.

## Biografia
Arnold von Winkelried detto "il Grande" fu un soldato svizzero, dal 1512 mercenario al servizio di Milano e della Monarchia asburgica contro la Francia, e poi al servizio dei francesi contro l'Austria. Fu ucciso dal fuoco dell'artiglieria nemica nella battaglia della Bicocca, quando i soldati, frustrati dal fallimento degli attacchi al campo fortificato dei picchieri, chiesero che gli ufficiali combattessero in prima linea.
La sua morte, resa pubblica in Svizzera, ha probabilmente influenzato l'evoluzione della leggenda di un valoroso soldato che, nella battaglia di Sempach, attaccò i cavalieri austriaci, consentendo così la vittoria svizzera. Dalla morte di Arnold von Winkelried nel 1522, questo più antico eroe iniziò a essere indicato nelle fonti come Winkelried e diversi anni dopo come Arnold Winkelried.